# Judo na Igrzyskach Ameryki Środkowej i Karaibów 1998
Turniej judo na igrzyskach Ameryki Środkowej i Karaibów odbył się w sierpniu 1998 roku w Maracaibo.

## Klasyfikacja medalowa
Gospodarz zawodów został zaznaczony kolorem.
| Miejsce | Państwo    |    |    |    | Razem |
| ------- | ---------- | -- | -- | -- | ----- |
| 1       | Kuba       | 14 | 0  | 0  | 14    |
| 2       | Wenezuela  | 1  | 5  | 7  | 13    |
| 3       | Portoryko  | 0  | 5  | 5  | 10    |
| 4       | Dominikana | 0  | 3  | 7  | 10    |
| 5       | Meksyk     | 0  | 1  | 2  | 3     |
| .       | Kolumbia   | 0  | 1  | 2  | 3     |
| 7       | Honduras   | 0  | 0  | 2  | 2     |
| .       | Salwador   | 0  | 0  | 2  | 2     |
| 9       | Haiti      | 0  | 0  | 1  | 1     |
| .       | Kostaryka  | 0  | 0  | 1  | 1     |
| .       | Panama     | 0  | 0  | 1  | 1     |
| Razem   | Razem      | 15 | 15 | 30 | 60    |

## Medaliści

### Mężczyźni
| Konkurencja: | Złoto:             | Srebro:                | Brąz:                                  |
| −55kg        | Leonides Mena      | Héctor Galloza         | Suil Barragán Juan Jacinto             |
| −60kg        | Yordanis Arencibia | Reiver Alvarenga       | Bernardo Pérez Melvin Méndez           |
| −66kg        | Manolo Poulot      | Ludwing Ortiz          | Miguel Angel Moreno José Pérez         |
| −73kg        | Israel Hernández   | Carlos Méndez          | Diego Mateo Ernst Laraque              |
| −81kg        | Gabriel Arteaga    | Hermágoras Manglés     | José Figueroa Javier Jaramillo         |
| −90kg        | Yosvane Despaigne  | Carlos Santiago        | Luis René López José Vicbart Geraldino |
| −100kg       | Yosvani Kessel     | José Augusto Geraldino | Luis Gregorio López Ramón Ayala        |
| Ponad 100kg  | Ángel Sánchez      | Leonel Wilfredo Ruíz   | Guillermo Gutiérrez José Vásquez       |

### Kobiety
| Konkurencja: | Złoto:           | Srebro:          | Brąz:                           |
| −44kg        | Roselys Guacarán | Evelyn Matías    | Ana Borbón Damaris Hodge        |
| −48kg        | Amarilis Savón   | Yajaira López    | Yohana Ollarves Dora Maldonado  |
| −52kg        | Legna Verdecia   | Adriana Ángeles  | Jackelin Díaz Enid Amadeo       |
| −57kg        | Driulis González | Alicia Herrera   | R. Delmy Ramos Josefina Rosas   |
| −63kg        | Kenia Rodríguez  | Jessica García   | Eleucadia Vargas Rosiris Salas  |
| −70kg        | Sibelis Veranes  | Dulce Piña       | Manianela Astudillo Denia Ponce |
| Ponad 78kg   | Daima Beltrán    | Andrea Hernández | Nadeska Vargas Estela Rilley    |